# نظرة إلى قتل
نظرة إلى قتل (بالإنجليزية: A View to a Kill)‏ هو فيلم حركة تم إنتاجه في بريطانيا سنة 1985. وهذا الفيلم من بطولة روجر مور وكريستوفر واكن.

## القصة
يعود جيمس بوند من رحلته إلى الاتحاد السوفييتي حاملاَ معه شريحة كمبيوتر، هذه الشريحة قادرة على تحمل الاشعاع الكهرومغناطيسي المكثف لانفجار نووي. والذي يعني تدمير الشرايح العادية. يشتبه البريطانيون في ماكس زورين وتدور حوله الشكوك في قيامه بتسريب اسرار تصنيع الشريحة إلى الاتحاد السوفيتي. بعد أن وُجدت هذه الشريحة مطابقة لمواصفات الشريحة الانجليزية يُكلف جيمس بوند بالتحقيق والمتابعة لماكس زورين لذي يبدو بريئا ولكنه في الحقيقة غير ذلك. حيث يكتشف بوند قيام زورين بتخزين كميات من الشرايح. وقيامه بالحفر في صدع بالقرب من سان اندرياس يتحقق بوند من رغبة زورين في إحداث زلزال في منطقة سان اندرياس، والقضاء على وادي السيلكون.

## الميزانية والإيرادات
بلغت تكلفة إنتاج الفيلم حوالي 30 مليون دولار بينما حقق أرباحا تقدر بـ 152.4 مليون دولار.

## روابط خارجية
- نظرة إلى قتل على موقع IMDb (الإنجليزية)
- نظرة إلى قتل على موقع ميتاكريتيك (الإنجليزية)
- نظرة إلى قتل على موقع روتن توميتوز (الإنجليزية)
- نظرة إلى قتل على موقع نتفليكس (الإنجليزية)
- نظرة إلى قتل على موقع قاعدة بيانات الأفلام العربية
- نظرة إلى قتل على موقع ألو سيني (الفرنسية)
- نظرة إلى قتل على موقع Turner Classic Movies (الإنجليزية)
- نظرة إلى قتل على موقع أول موفي (الإنجليزية)
- نظرة إلى قتل على موقع بوكس أوفيس موجو (الإنجليزية)
- نظرة إلى قتل على موقع فيلمافينيتي (الإسبانية)